# 李思臻
李思臻（Kelvin Lee Si Zhen，12月12日—），原名李浩章，香港電影編劇。
1996年於瑞士酒店管理畢業，2001年在電影監製雷宇揚賞識下成為編劇。2004年獲邀加入亞洲動畫有限公司擔任助理創作總監一職，2006年重投電影圈，為多部電影及電視劇負責創作及導演等幕後工作。
- 2016年，電影作品美人魚票房33.9億，成為中國電影史上首部破三十億票房，創下中國電影最高票房紀錄及全球非英語電影最高票房紀錄。（於2017年被電影戰狼2所打破）
- 2017年，電影作品西遊伏妖篇票房16.5億（中國電影史上華語片最高票房紀錄第八位），成為中國內地首位累積票房超過五十億編劇（2017年3月5日：51.5億）
- 2018年，中國電影史上最高累積票房編劇第二位，被內地媒體評為2017年華語電影編劇Top 100權力榜第九位

## 作品列表

### 電影
- 2001年：黑道風雲
- 2002年：枕邊兇靈、九個女仔一隻鬼
- 2003年：百分百感覺2003、男上女下、墨斗先生、非典人生、魔宅之鐵鎚凶靈
- 2004年：忍者武尊論
- 2005年：風雲決
- 2007年：七擒七縱七色狼（副導演）
- 2010年：唐伯虎2之四大才子、龍鳳店
- 2012年：紮職
- 2016年：美人鱼
- 2017年：西游伏妖篇
- 2018年：棟篤特工

### 電視劇
- 2003年：另一張臉
- 2005年：巴黎童話（編審）
- 2006年：妃子笑、尋夫記（執行導演）

### 動漫
- 2004年：老夫子、Q夫子、家燕媽媽、老子、莊子、孔子
- 2005年：風雲決